# Скворцова, Сильвия Петровна
Сильвия Петровна Скворцова (род. 16 ноября 1974, Коршанга-Шигали, Татарская АССР), в девичестве Шемеева — российская легкоатлетка, специалистка по бегу на длинные дистанции и марафону. Выступала на профессиональном уровне в 1993—2012 годах, чемпионка России по полумарафону, многократная победительница и призёрка первенств всероссийского значения, крупных международных стартов на шоссе. Представляла Чувашию. Мастер спорта России международного класса.

## Биография
Сильвия Шемеева родилась 16 ноября 1974 года в деревне Коршанга-Шигали Дрожжановского района Татарской АССР.
Окончила Чебоксарское среднее специальное училище олимпийского резерва и Чувашский государственный педагогический университет имени И. Я. Яковлева (2004). Занималась лёгкой атлетикой в Чебоксарской школе высшего спортивного мастерства им. А. Игнатьева, проходила подготовку под руководством тренеров С. А. Попова, Е. И. Поповой, В. Н. Давалова.
Впервые заявила о себе на международном уровне в сезоне 1993 года, когда вошла в состав российской сборной и выступила на юниорском европейском первенстве в Сан-Себастьяне, где в беге на 10 000 метров завоевала серебряную награду.
В 1996 году уже под фамилией Скворцова выиграла бронзовую медаль в дисциплине 5 км на открытом чемпионате России по бегу по шоссе в Адлере, одержала победу на Ливерпульском полумарафоне, успешно выступила на нескольких шоссейных стартах в Европе и США.
В 1997 году помимо прочего стала бронзовой призёркой на открытом чемпионате России по полумарафону в Москве, заняла 22-е место на чемпионате мира по полумарафону в Кошице.
На чемпионате России 2000 года в Туле финишировала пятой и восьмой в беге на 5000 и 10 000 метров соответственно. Также в этом сезоне закрыла тридцатку сильнейших на чемпионате мира по полумарафону в Веракрусе, показала второй результат на Калифорнийском международном марафоне в Сакраменто.
В 2001 году стала чемпионкой России в дисциплине 15 км, стала пятой на марафоне в Сан-Диего, третьей на марафоне в Сент-Поле, превзошла всех соперниц на полумарафоне в Новосибирске.
В 2002 году финишировала седьмой на Лондонском марафоне, заняла 23-е место на чемпионате мира по полумарафону в Брюсселе, выиграла серебряную медаль на чемпионате России по полумарафону в Новосибирске, сошла на Нью-Йоркском марафоне, стала девятой на Гонолульском марафоне.
В 2003 году победила на марафоне в Остине, была шестой на марафоне в Сан-Диего, выиграла полумарафон в Сан-Диего, показала 23-й результат на Нью-Йоркском марафоне.
В 2004 году финишировала седьмой на Лос-Анджелесском марафоне, второй на марафоне Twin Cities в Сент-Поле, одержала победу на полумарафоне в Балтиморе.
В 2005 году выиграла Римский марафон, стала третьей на Сингапурском марафоне.
В 2006 году превзошла всех соперниц на Бермудском международном марафоне в Гамильтоне, стала серебряной призёркой Наганского марафона, была лучшей на полумарафоне в Сан-Хосе, заняла 11-е место на Нью-Йоркском марафоне.
В 2007 году победила на марафоне в Лас-Вегасе.
В 2008 году показала 11-й результат на Лондонском марафоне, вторые результаты на марафонах в Сент-Поле и Сингапуре.
В 2009 году была третьей на марафоне в Лос-Анджелесе, одержала победу на чемпионате России по полумарафону в Чебоксарах, с личным рекордом 2:26:24 финишировала второй на Берлинском марафоне, стала девятой на чемпионате мира по полумарафону в Бирмингеме.
В 2010 году вновь была третьей на марафоне в Лос-Анджелесе. Принимала участие в чемпионате Европы в Барселоне — в программе марафона показала результат 2:36:31, расположившись в итоговом протоколе соревнований на восьмой строке.
В 2011 году заняла 14-е место на Бостонском марафоне, третье место на Торонтском и Туринском марафонах.
В 2012 году финишировала шестой на Пражском марафоне, четвёртой на марафоне в Сан-Диего, шестой на Торонтском марафоне. По окончании сезона завершила спортивную карьеру.
За выдающиеся спортивные достижения удостоена почётного звания «Мастер спорта России международного класса».
Муж Александр Скворцов — известный бегун на средние дистанции, чемпион России в дисциплине 1500 метров.